# Cowin E5
Cowin E5 – elektryczny samochód osobowy klasy kompaktowej wyprodukowany pod chińską marką Cowin w 2020 roku.

## Historia i opis modelu
We wrześniu 2020 roku Cowin poszerzył swoją ofertę o pierwszy model oferowany wyłącznie z napędem elektrycznym w postaci kompaktowego sedana E5. Samochód powstał jako bliźniacza konstrukcja wobec oferowanego od 2016 roku elektrycznego modelu Chery Arizzo 5e, wywodzącego się ze spalinowego Arizzo 5. 
Pod kątem wizualnym Cowin E5 zyskał drobne wizualne różnice względem macierzystego modelu Chery, zyskując jedynie inne oznazenia producenta. Pod logo między reflektorami umieszczono port do ładowania układu elektrycznego, zakrywanego odchylaną klapką.

### Sprzedaż
Cowin E5 trafił do sprzedaży na wewnętrznym rynku chińskim kilka dni po debiucie, we wrześniu 2020 roku. Gamę wariantów wyposażeniowych utworzyły dwie odmiany wycenione na 139 800 lub 145 800 juanów chińskich.

### Dane techniczne
Układ napędowy Cowina E5 utworzył silnik elektryczny o mocy 163 KM i maksymalnym momencie obrotowym 205 Nm. Dzięki baterii o pojemności 53,6 kWh, pojazd może przejechać na jednym ładowaniu maksymalnie 401 kilometrów według chińskiej procedury pomiarowej NEDC.